# Thysanotus brachiatus
Thysanotus brachiatus är en sparrisväxtart som beskrevs av Norman Henry Brittan. Thysanotus brachiatus ingår i släktet Thysanotus och familjen sparrisväxter. Inga underarter finns listade i Catalogue of Life.